# The Western Works Demos
The Western Works Demos é um álbum demo da banda britânica de rock New Order, não lançado oficialmente, porém veiculado sob a forma de bootlegs, gravado em meados de 1980. Este álbum ganhou destaque por conter as primeiras gravações da banda, poucos meses após o suicídio de Ian Curtis, vocalista da também britânica Joy Division, banda da qual os integrantes do New Order faziam parte, no famoso estúdio Western Works, na cidade de Sheffield, em 7 de setembro de 1980. As faixas "Dreams Never End" e "Truth" foram lançadas oficialmente, em nova versão, no primeiro álbum de estúdio da banda, Movement, em 1981. A faixa "Ceremony", escrita ainda na época do Joy Division e que se tornou o single de estreia do New Order, é cantada pelo baterista Stephen Morris, assim como a faixa "Truth". A faixa "Are You Ready Are You Ready Are You Ready For This?" traz nos vocais principais o empresário da banda, Rob Gretton.

## Faixas
Todas as letras escritas por New Order, exceto onde indicado. 
| N.º | Título                                                | Compositor(es)                                           | Duração |  |
| 1.  | "Dreams Never End (mix 1)"                            |                                                          | 3:24    |  |
| 2.  | "Dreams Never End (mix 2)"                            |                                                          | 3:24    |  |
| 3.  | "Homage"                                              |                                                          | 4:02    |  |
| 4.  | "Ceremony"                                            | Ian Curtis, Bernard Albrecht, Peter Hook, Stephen Morris | 4:29    |  |
| 5.  | "Truth"                                               |                                                          | 5:09    |  |
| 6.  | "Are You Ready Are You Ready Are You Ready For This?" |                                                          | 2:45    |  |